# Ulf Dräger

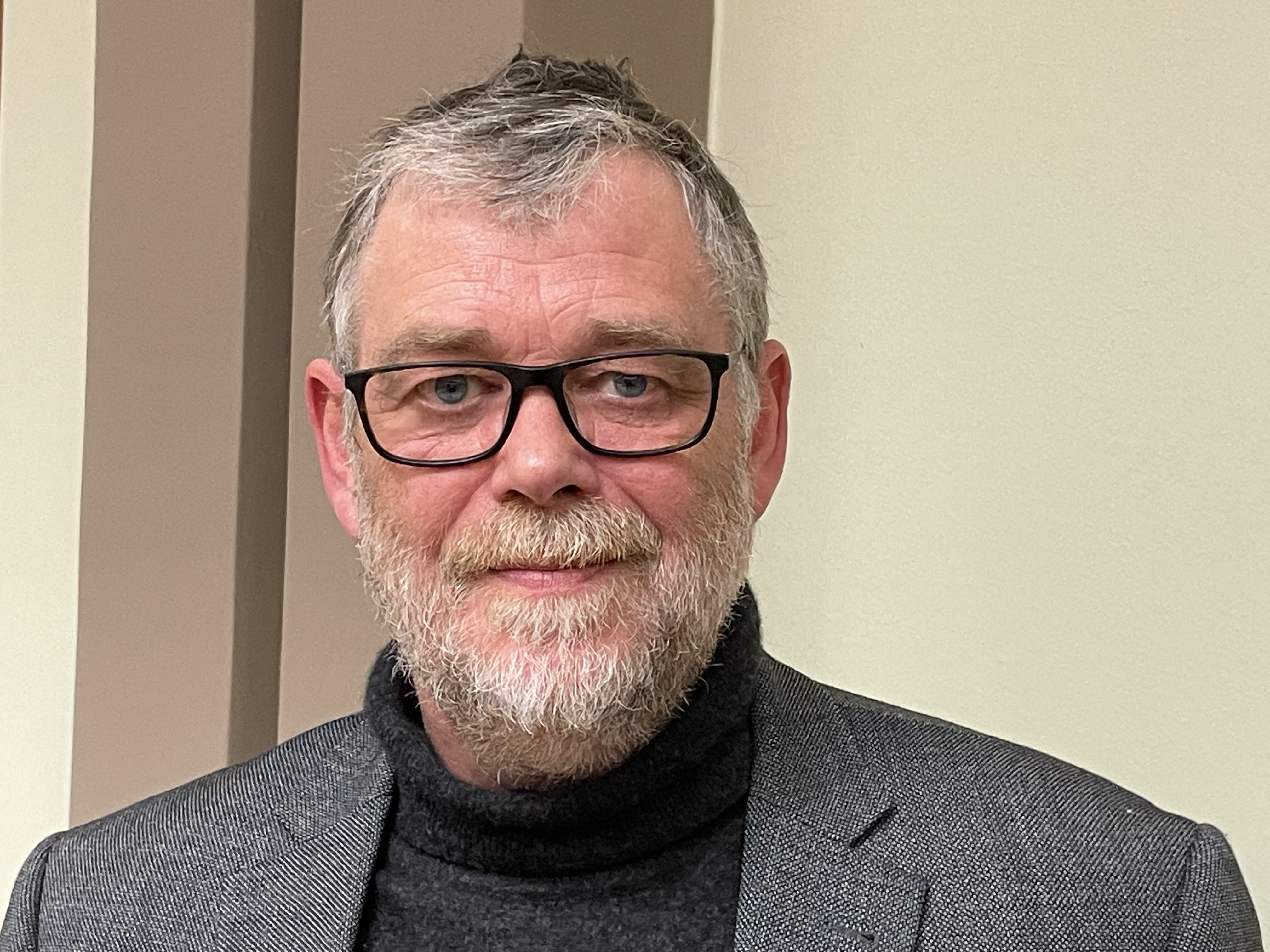
Ulf Dräger (2022)

Ulf Dräger (* 1965 in Halle (Saale)) ist ein deutscher Numismatiker. Dräger ist Leiter des Landesmünzkabinettes Sachsen-Anhalt und seit 2018 Vorsitzender des Museumsverbandes Sachsen-Anhalt.

## Leben
Ulf Dräger absolvierte zunächst eine Ausbildung zum Fotografen und studierte später Museologie an der Fachschule für Museologen in Leipzig. Sein Studium konnte er 1988 mit dem Diplom beenden. Das Thema seiner Diplomarbeit waren die Medaillenentwürfe von Karl Friedrich Schinkel. Die Arbeit erschien 1994 mit dem Titel Entwürfe für Medaillen und Orden von Karl Friedrich Schinkel 1812 bis 1818 im Jahrbuch für Numismatik und Geldgeschichte.
Noch 1988 wurde Dräger wissenschaftlicher Mitarbeiter am Landesmünzkabinett des Kunstmuseums Moritzburg in Halle und übernahm später die Leitung der Sammlung. Seit 2010 ist er außerdem Kurator der Sammlung Kunsthandwerk und Design des Halleschen Kunstmuseums in der Moritzburg. Im September 2018 wurde er zum ehrenamtlichen Vorsitzenden des Museumsverbandes Sachsen-Anhalt gewählt, als Nachfolger von Kristin Otto.
Dräger ist Autor, Bearbeiter und Herausgeber zahlreicher Fachveröffentlichungen. Seine Forschungsschwerpunkte sind die Medaillenkunst und die Landesnumismatik. Er engagiert sich für die Fédération Internationale de la Medaille (FIDEM) und war maßgeblich an dem virtuellen Münzportal KENOM beteiligt. Ulf Dräger ist Landesvertreter für Sachsen-Anhalt in der Numismatischen Kommission der Länder in der Bundesrepublik Deutschland und dort Vorsitzender des Kuratoriums der Gitta-Kastner-Stiftung. Von 2004 bis 2019 war er Vizepräsident der Deutschen Numismatischen Gesellschaft sowie von 2004 bis 2010 Vorsitzender der Deutschen Gesellschaft für Medaillenkunst. Seit 1991 übernimmt er regelmäßig Lehraufträge an der Martin-Luther-Universität Halle-Wittenberg.
Die Deutsche Numismatische Gesellschaft verlieh Ulf Dräger ihren Eligiuspreis 2023; die Preisverleihung erfolgte am 9. Juni 2023 in Dresden.

## Veröffentlichungen (Auswahl)

### Autor
- Entwürfe für Medaillen und Orden von Karl Friedrich Schinkel 1812 bis 1818.  In: Jahrbuch für Numismatik und Geldgeschichte. 42/43, 1992/93, 1994, S. 265–310 (Diplomarbeit; Digitalisat).
- Moritzburg Halle (= Kleine Kunstführer Nr. 2135). Schnell und Steiner, Regensburg 1995.
- Mit besonderem Dank. Hallesche Medaillenkunst für die Leopoldina. mit Danny Weber, Deutsche Akademie der Naturforscher Leopoldina, Halle 2015, ISBN 978-3-8047-3498-2.
- Kunst & Religion. Ein thematischer Rundgang durch die Sammlungspräsentation des Kunstmuseums Moritzburg Halle (Saale). als Mitautor, Stiftung Dome und Schlösser in Sachsen-Anhalt / Kunstmuseum Moritzburg, Halle 2017.
- Bernd Göbel. Medaillen 2012−2017. Schönheiten und Unbegreiflichkeiten. Neue Medaillen für das 21. Jahrhundert. Mitteldeutscher Verlag, Halle 2017, ISBN 978-3-95462-949-7.
- Levon I. Ein armenischer König im staufischen Outremer. als Mitautor, Kulturstiftung Sachsen-Anhalt, Leitzkau 2019, ISBN 978-3-96502-005-4.

### Herausgeber
- Medaillenkünstlerinnen in Deutschland. Kreativität in Geschichte und Gegenwart. Staatliche Galerie Moritzburg, Halle 1992, ISBN 978-3-86105-066-7.
- An Gottes Segen ist alles gelegen. Bergbau und Kunst im Mansfelder Land. mit Rosemarie Knape, Stiftung Luthergedenkstätten in Sachsen-Anhalt, Lutherstadt Wittenberg 1999, ISBN 978-3-9806328-5-0.
- „Die Güter dieser Welt.“ Schätze der Lutherzeit aus den Sammlungen der Moritzburg Halle. mit Kristina Bake, Staatliche Galerie Moritzburg, Halle 2000, ISBN 978-3-86105-047-6.
- Bernd Göbel. Halle (Saale). Medaillen, Plastik, Geräte, Grafik. Hallescher Kunstverein, Halle 2002.
- Idee Schatzkammer. Kostbarkeiten und Raritäten aus der Moritzburg. Stiftung Moritzburg, Halle 2011, ISBN 978-3-86105-039-1.
- Geld für Magdeburg. Die Münzstätte in der Moritzburg zu Halle. Stiftung Moritzburg, Halle 2011, ISBN 978-3-86105-044-5.
- Impulse. Halle und die Numismatik. Wissenschaftlicher Tagungsband zum 8. Deutschen und 19. Mitteldeutschen Münzsammlertreffen 14. bis 16. Oktober 2011. Numismatischer Verein, Halle 2013.
- Chinas Geld. Ausstellungskatalog als Mitherausgeber, Stiftung Dome und Schlösser in Sachsen-Anhalt / Kunstmuseum Moritzburg, Halle 2016, ISBN 978-3-86105-005-6.
- Unentdeckte Schätze in den Museen Sachsen-Anhalts. mit Annegret Laabs, Michael Imhof Verlag, Petersberg 2021, ISBN 978-3-7319-0963-7.